# Svetlana Dimitrova
Svetlana Dimitrova (Bulgaria, 27 de enero de 1970) es una atleta búlgara, especializada en la prueba de 100 m vallas en la que llegó a ser subcampeona mundial en 1997.

## Carrera deportiva
En el Mundial de Atenas 1997 ganó la medalla de plata en los 100 metros vallas, con un tiempo de 12.58 s, tras la sueca Ludmila Engquist y por delante de la jamaicana Michelle Freeman.
Al año siguiente, en el Campeonato Europeo de Atletismo de 1998 ganó la medalla de oro en la misma prueba, con un tiempo de 12.56 segundos, llegando a meta por delante de la eslovena Brigita Bukovec y la rusa Irina Korotya (bronce con 12.85 segundos).